# Rift

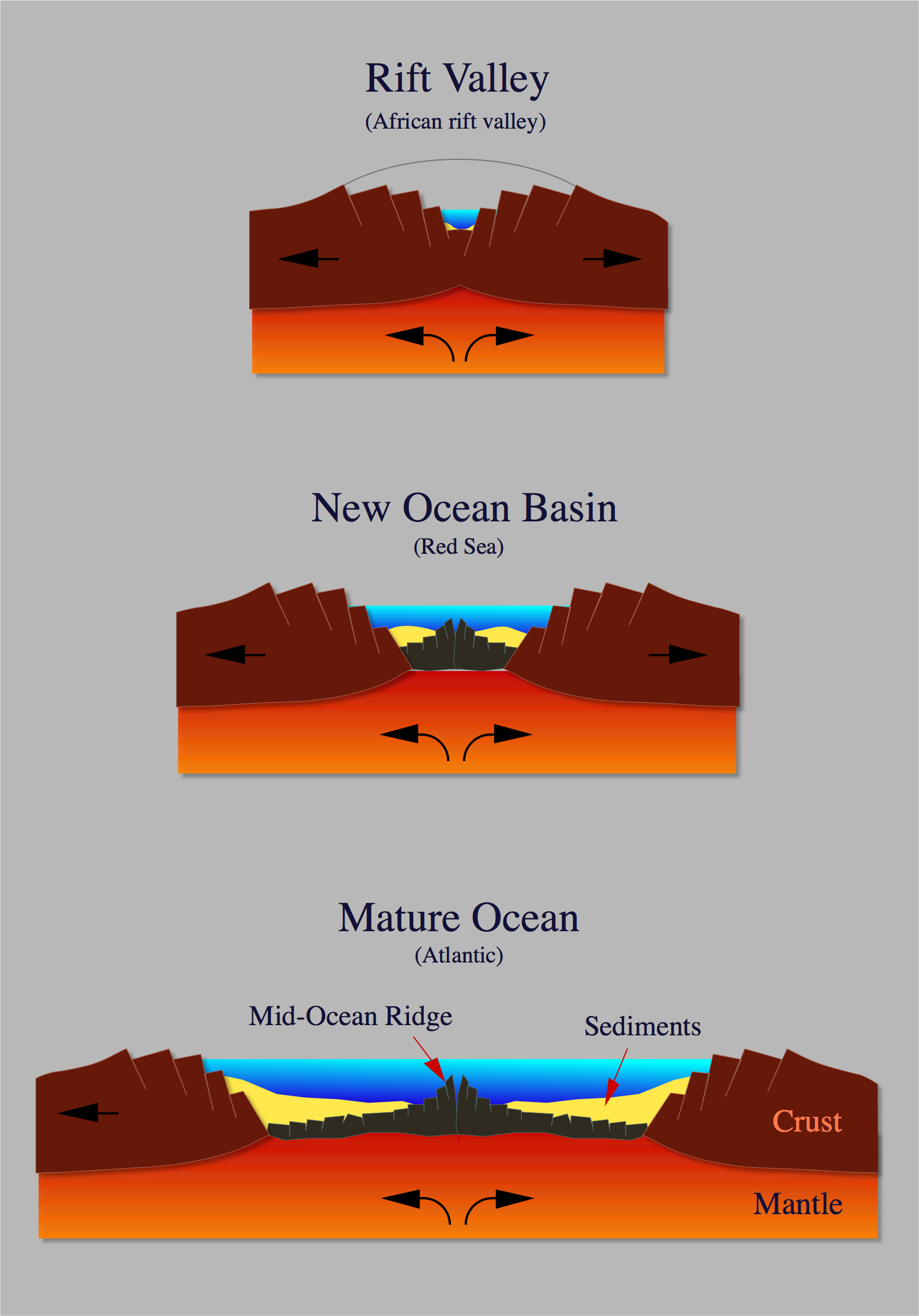
Schematische voorstelling van de ontwikkeling van een riftzone tot een nieuwe oceaan. Bruin is continentale lithosfeer; grijs oceanische lithosfeer; geel is sediment; oranje de asthenosfeer.

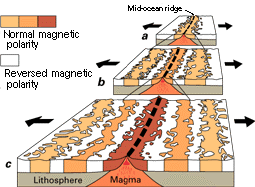
ontstaan van magnetische zones op de zeevloer

Een rift is een gebied in een continent waar extensie van de aardkorst plaatsvindt; de plaatbeweging is er divergent, uit elkaar bewegend. Onder invloed van dit proces wordt een langgerekte depressie in het landschap gevormd, een riftvallei. In de aardkorst vormen zich afschuivingen waarlangs grabens en horsten ontstaan.
Als de extensie van de aardkorst lang genoeg doorgaat kan een rift zich ontwikkelen in een "drift", een plek waar de asthenosfeer aan het oppervlak komt en oceanische korst wordt aangemaakt. Als het oceanisch bekken uitgroeit tot een oceaan vormt de drift een mid-oceanische rug.

## Eigenschappen
Riftbekkens zijn gebieden waar extensie plaatsvindt. Doordat de platen op dat punt uit elkaar bewegen, ontstaat ruimte waardoor afschuivingsbreuken gevormd worden en bekkenvorming het gevolg is. De plaatbewegingen worden gestuurd door convectie in de asthenosfeer, onder het aardoppervlak. De lithosfeer (die bestaat uit de korst en het meest ondiepe deel van de mantel) wordt dunner en er vindt opstuwing van heet en vast of gesmolten mantelgesteente plaats. Dit leidt uiteindelijk tot de vorming van vulkanische ruggen die nieuwe oceanische korst produceren.
Riftbekkens worden doorgaans gekenmerkt door de vorming van zowel felsisch als mafisch uitvloeiingsgesteente en evaporieten.

## Voorkomen
Door de geologische geschiedenis heen zijn op verschillende plekken riftbekkens ontstaan, die nu nog in de ondergrond worden teruggevonden.
Wellicht het duidelijkste voorbeeld van een vroegere rift die is uitgegroeid tot een oceanisch bekken is de Mid-Atlantische rug in de Atlantische Oceaan.
De Grote Slenk of Oost-Afrikaanse Slenk is een voorbeeld van een nieuwe rift, die in het continent Afrika ontstaan is. De rift zorgt voor aardbevingen en vulkanisme in een langgerekt gebied in oostelijk Afrika.
Waar de Rijn de Frans-Duitse grens vormt ligt een veel kleinschaligere spreidingszone, die de Boven-Rijnslenk wordt genoemd.
De New Madrid seismische zone in het Midden-Westen van de Verenigde Staten  bevindt zich boven de Reelfoot Rift.

### West-Europa
Tijdens het Laat-Perm vond ruwweg over het gebied wat we nu kennen als de Noordzee extensie en riftvorming plaats. Dit leidde tot grootschalige bekkenvorming en het ontstaan van uitgestrekte evaporietvoorkomens. Deze evaporieten (voornamelijk gipsen -na dehydratie anhydriet geworden- en steenzout) vormen een perfect afsluitingsgesteente voor Noordzeereservoirs als de Bunter zandsteen van de Formatie van Slochteren. De riftvorming die ontstond, was gerelateerd aan het opbreken van het supercontinent Pangea, maar zette op dat moment niet door. Dit wordt in het Engels een failed rift, ook wel aulacogen genoemd. Later, tijdens de vroege Jura brak Pangea in West-Europa wel op en ontstond de noordelijke proto-Atlantische Oceaan.